# Xã Orangeville, Michigan
Xã Orangeville (tiếng Anh: Orangeville Township) là một xã thuộc quận Barry, tiểu bang Michigan, Hoa Kỳ. Năm 2010, dân số của xã này là 3.311 người.